# Adorazione dei Magi (Francesco da Rimini)
L'Adorazione dei Magi è un dipinto a tempera su tavola (57.8x59.4 cm) di Francesco da Rimini, conosciuto anche come Master of the Blessed Clare of Rimini, databile intorno al 1340 circa e conservato nel Lowe Art Museum a Coral Gables, nella contea di Miami-Dade.

## Storia
La tavola doveva far parte di un trittico oggi smembrato di cui si conserva un'altra tavola, oggi alla National Gallery di Londra, raffigurante "La visione della Beata Chiara da Rimini".
Una versione ancora integra e molto simile di questo trittico, di autore ignoto, è conservata al Museo Fesch, ad Ajaccio (in Corsica) e ci permette di ipotizzare che molto probabilmente le due tavolette sopravvissute dovevano essere quelle laterali e al centro della composizione vi era una tavoletta raffigurante una Crocefissione.
Nel caso specifico di quest'opera, dopo esser entrata nella collezione della Samuel H. Kress Foundation nella prima metà del '900, l'Adorazione dei Magi venne donata nel 1954, all'interno di un nucleo di 41 opere, al Lowe Art Museum, dove è tuttora conservata.

## Descrizione e stile

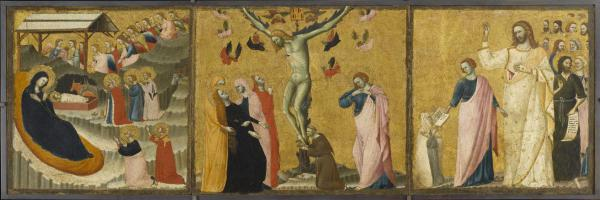
Ignoto (Francesco da Rimini?) "Adorazione dei magi - Crocifissione - Visione della Beata Chiara da Rimini" 1330circa, Museo Fesch - Ajaccio

Quello dell'Adorazione dei Magi è uno dei temi più ricorrenti nella produzione artistica in ambito sacro, fondamentale nella dottrina cattolica perché per la prima volta Gesù bambino si mostra come divino, rivelando il suo dogma ai Magi che vengono a portargli dono, in un soggetto che verrà ripreso da pittori illustri come Leonardo da Vinci, Sandro Botticelli, Gentile da Fabriano e il Pontormo.
All'interno di questa composizione si denota subito una sproporzione dei vari personaggi, una scala gerarchica che deriva da un'impostazione iconografica bizantina.
La Madonna appare la figura più grande della composizione, semi sdraiata e avvolta in un manto blu scuro dai riflessi oro. Sorregge Gesù bambino che, mentre la guarda, accoglie un vaso d'oro donatogli dal più anziano dei Magi, inginocchiato davanti a lui e con la corona precedentemente appoggiata a terra in segno di rispetto per il Divino.
I magi si trovano a destra della composizione, giunti a cavallo (si notino all'estrema destra i tre cavalli che spuntano, uno bianco, uno marrone e uno nero) e si presentano soli, con in mano i loro doni (oro, incenso e mirra).
In alto della composizione vi sono invece una serie di Angeli divisi un due gruppi: a sinistra cinque angeli cantano rivolti al cielo mentre a destra sei angeli ammirano la scena dell'offerta dei doni.
Poco sotto vi sono l'asino e il bue davanti alla mangiatoia, all'interno di una grotta.
In basso alla composizione vi sono infine San Giuseppe e Santo Stefano (vestito da diacono) entrambi inginocchiati nell'atto di pregare.
La scena è ambientata in un paesaggio roccioso, dove è presente qualche ciuffo d'erba attentamente dipinto, una tettoia, e un "divano" rosso, dove è adagiata la Madonna.
Dal punto di vista stilistico si possono notare l'influenza di Giotto nella solidità delle figure, nell'approccio umano del Gesù bambino con i Re Magi e la Madonna, nel pathos del canto degli angeli e nella chiarezza dello spazio, mentre le tonalità e la modellazione delle figure si avvicinano maggiormente allo stile pittorico del senese Pietro Lorenzetti.